# Nieuw-Milligen
Nieuw-Milligen est une localité des Pays-Bas appartenant à la commune d’Apeldoorn.